# طرح تروریستی ۲۰۱۳ راه‌آهن کانادا
طرح تروریستی ۲۰۱۳ راه‌آهن کانادا (انگلیسی: 2013 VIA Rail Canada terrorism plot) یک توطئه برای انجام اقدامات تروریستی علیه کانادا در قالب اختلال، تخریب یا از خط خارج کردن قطارهایی که توسط سرویس مسافری کانادا اداره می‌شد بود. مسیر قطاری که هدف قرار گرفته بود در نقطه تقاطع دو قطار خط آهن کانادا با قطار نظامی امتراک در بین مسیر تورنتو به شهر نیویورک واقع بود. دو مظنون، چیهب اسغایر و رائد جاسر در ۲۲ آوریل ۲۰۱۳ به وسیلهٔ نیروهای پلیس دستگیرشده و متعاقباً در ارتباط با طرح محاکمه شدند. هیچ‌یک از آن‌ها شهروند کانادا نبودند.
در روز جمعه، ۲۰ مارس ۲۰۱۵، احکام دادگاه عالی عدالت انتاریو، علیه هر دو متهم، فقط برای یکی از جرم‌ها صادر شد. هیئت منصفه از تعیین میزان اتهام از جرم‌های دیگر برای اضافه کردن جرم منصرف شد. در روز چهارشنبه، ۲۳ سپتامبر ۲۰۱۵، هر دو هر متهم به خاطر جنایاتشان به حبس ابد محکوم شدند.

## تحقیق
دستگیری‌ها منجر به تحقیق توسط پلیس سواره نظام سلطنتی کانادا (RCMP) شد. پلیس سلطنتی کانادا همکاری و کمکهایی را از سازمان اطلاعات امنیت کانادا و آژانس خدمات مرزی کانادا دریافت کرد. نیروهای پلیس ایالتی که درگیر موضوع شدند نیروهای پلیس انتاریو و کبک بودند. نیروهای پلیس شهری درگیر این موضوع آژانس پلیس دلاویل د مونترال، پلیس تورنتو، پلیس منطقه ای یورک، پلیس منطقه ای پیل و پلیس منطقه ای دورهام بودند. نیروهای امنیتی خصوصی شامل تیم‌های امنیت فیزیکی خط راه‌آهن ملی کانادا بود.
در عملیات جلوگیری به اسم «عملیات نرم» که توسط پلیس سلطنتی کانادا به اجرا درآمد کمک‌هایی را از وزارت امنیت داخلی ایالات متحده، از جمله اداره امنیت حمل و نقل ایالات متحده و اداره تحقیقات فدرال ایالات متحده، دریافت کرد.

## مظنونین
چیهب اسغایر، شهروند تونسی در مونترال توسط پلیس سلطنتی کانادا دستگیر شد و رائد جاسر که پناهنده فلسطینی است، در تورنتو دستگیر شد. دادگاه به اتهامات مربوط به تروریسم علیه هر دو نفر، با رضایت دادستان کل کانادا، طبق بند ۸۳٫۲۴ از قانون کیفری رسیدگی کرد. اتهامات شامل توطئه برای انجام حمله و کشتار در جهت یا در ارتباط با گروه‌های تروریستی بود.